# Kuntagalale, Sorab
Kuntagalale là một làng thuộc tehsil Sorab, huyện Shimoga, bang Karnataka, Ấn Độ.